# Med kallt blod (film)
Med kallt blod är en amerikansk kriminaldramafilm från 1967, i regi av Richard Brooks. Filmen är baserad på dokumentärromanen med samma namn av Truman Capote. I huvudrollerna ses Robert Blake och Scott Wilson. Filmen hade premiär i USA den 14 december 1967 och svensk publikpremiär den 20 mars 1968.

## Rollista
- Robert Blake – Perry Smith
- Scott Wilson – Dick Hickock
- John Forsythe – Alvin Dewey
- Paul Stewart – Jensen, reportern
- Gerald S. O'Loughlin – Harold Nye
- Jeff Corey – Dicks far
- John Gallaudet – Roy Church
- James Flavin – Clarence Duntz
- Charles McGraw – Perrys far
- Jim Lantz – Officer Rohleder
- Will Geer – åklagare
- John McLiam – Herbert Clutter
- Paul Hough – Kenyon Clutter
- Ruth Storey – Bonnie Clutter
- Brenda C. Currin – Nancy Clutter
- Donald Sollars – klädsäljare